# Birkerød Sognekommune
Birkerød Sognekommune omfattende kun eet sogn, Birkerød og blev oprettet i 1842 i henhold til anordning af 13. august 1841 om landkommunalvæsenet. Birkerød Sognekommune eksisterede indtil kommunalreformen 1970, hvor den uden administrative ændringer fortsatte som Birkerød Kommune.
Birkerød Kommune lå i Lynge-Kronborg Herred, Frederiksborg Amt.

## Valgresultater
| 5 | 2 | 4 |

| 8 | 3 |

| 7 | 5 | 3 |

| 13 |

| 8 | 7 |

| 13 |

| 8 | 7 |

| 13 |

| 7 | 6 | 1 | 1 |

| 14 |

| 7 | 3 | 2 | 3 |

| 13 |

| 7 | 4 | 2 | 2 |

| 14 |

| 7 | 1 | 4 | 3 |

| 14 |

| 8 | 3 | 4 |

| 14 |

| 7 | 1 | 4 | 3 |

| 15 |

| 7 | 1 | 5 | 2 |

| 14 |

| 6 | 1 | 6 | 2 |

| 13 |

| 5 | 1 | 7 | 2 |

| 12 | 3 |

| 4 | 7 | 1 | 3 |

| 10 | 5 |

## Infrastruktur
Birkerød kommune blev gennemskåret af både vigtigere hovedlandeveje og landeveje og fra 1864 tillige af en jernbaneforbindelse.

### Vejnet
De vigtigste vejforbindelser var Kongevejen mellem København og Hillerød i kommunens sydvestlige del samt Kongevejen mellem København og Fredensborg i kommunens østlige del.

### Baneforbindelser
I 1864 anlagdes Nordbanen med station i Birkerød (Birkerød Station). Jernbanen bidrog sammen med Kongevejen til, at der efterhånden skete en bymæssig udvikling i tilknytning til Birkerød.

## Befolkningsudviklingen i Birkerød Kommune
Ved oprettelsen fandtes der ingen større bysamfund i kommunen, men efterhånden udviklede der sig en bymæssig bebyggelser i kommunens vestlige del i tilknytning til Birkerød ved hovedlandevejen til Hillerød, og desuden fremkom Ravnsnæsset syd for Sjælsø og Sandbjerg nær Hørsholmvejen. Bydannelsen ved Birkerød udviklede sig fortrinsvis som fjernforstad (satellitby) til København.

### Næringsfordeling
Ifølge folketællingen 1890 var næringsfordelingen i Birkerød sogn følgende: 270 levede af immateriel virksomhed, 1.050 af jordbrug, 21 af gartneri, 954 af industri, 178 af handel, 4 af søfart, 550 af andre næringsveje, 79 af deres midler, og 47 var under fattigvæsenet. Birkerød sogn var således for størstedelens vedkommende et udpræget landbrugsområde, men industri spillede også en rolle takket være Usserød Klædefabrik i kommunens nordøstlige del, ligesom Usserød sygehus var af betydning.
Ifølge folketællingen 1906 var næringsfordelingen i Birkerød sogn følgende: 312 levede af immateriel virksomhed, 1.126 af landbrug, skovbrug og mejeri, 0 af fiskeri, 1.828 af håndværk og industri, 287 af handel, 186 af samfærdsel (jernbane, post- og telegrafvæsen, transport og søfart), 109 som kapitalister og aftægtsfolk, 523 var offentligt forsørgede og 164 levede af andre og uangivne næringer. Landbrug og industri var således fortsat de vigtigste næringsveje, og industri og handel samt transport af stærkt voksende betydning. Til belysning af Birkerød bys betydning kan nævnes, at i 1911 ernærede 175 sig ved landbrug, 514 ved håndværk og industri, 263 ved handel, 118 ved transport og 108 af egne midler.
Ifølge folketællingen 1930 var næringsfordelingen i Birkerød kommune følgende: 1.001 levede af landbrug med videre, 2.271 af håndværk og industri, 668 af handel, 386 af transport, 732 af immateriel virksomhed, 570 af husgerning, 1.618 var ude af erhverv, og 145 havde ikke angivet indtægtskilde. De mange uden erhverv skyldtes institutionen Ebberødgård. Industribefolkningen var overvejende samlet i Birkerød med 1.152 personer og i Usserød med 885 personer. Birkerød havde imidlertid også en begyndende tilknytning til hovedstaden: i 1930 pendlede således 265 svarende til 8,7% af de sysselsatte til København og i 1935 225 personer. (243 personer, når Frederiksberg og Gentofte medregnes).
Ifølge folketællingen 1950 var næringsfordelingen i Birkerød kommune følgende: 952 levede af landbrug med videre, 2.734 af håndværk, industri og byggeri, 1.170 af handel, 421 af transport, 1.679 af immaterielle erhverv, 1.634 af formue, rente og lignende, mens 431 ikke havde angivet indkomstkilde. I landdistrikterne var landbrug fortsat fremherskende mens industri, handel, transport samt immaterielle erhverv alle i nogen grad var samlede i bymæssige områder. Byudviklingen var nu stærkt fremskreden, og Birkerød havde udviklet sig til en satellitby i forhold til Hovedstaden: i 1948 arbejdede 1.393 personer i Storkøbenhavn svarende til 34,8% af samtlige sysselsatte, og i 1957 var antallet vokset til 1.901 personer og andelen vokset en smule til 36,7%.

## Byudviklingsplan
Den fremadskridende byudvikling i Nordøstsjælland og især i tilknytning til hovedstadens voldsomme vækst gjorde i stigende grad en byplanlægning nødvendig, og efter 2. verdenskrig blev nedsat en såkaldt byudviklingsudvalg for Københavns-egnen, hvis virkeområde i fra starten også omfattede Birkerød kommune. Byudviklingsudvalget konstaterede i årene fra 1945 til 1950 vare foregået en række mindre udstykninger i kommunen og at området var omfattet af kloakeringsplaner. Da man yderligere mente, at byudvikling kunne ske uden at komme i konflikt med landskabelige fredningsinteresser, blev der udlagt store nye områder i inderzone og mellemzone, det vil sige områder, der kunne inddrages til byudvikling når og hvis, kommunen ønskede det. Man regnede med, at befolkningstallet ville vokse fra 8.500 i 1950 til 21.000 ved inddragelse af alle udlagte arealer.. Senere i den partielle byudviklingsplan nr 7 fra 1966, blev en mindre udbygning ved Birkerød fastlagt.